# Цельский замок
Цельский замок (словен. Celjski grad) — средневековый замок в городе Целе (Словения), бывшая резиденция графов Цельских. Расположен на трёх холмах к юго-востоку от Целе, на реке Савиня. Некогда самый большой замок на территории страны.
Ежегодно замок посещают около 60 000 человек. Ежегодно в конце лета здесь проводится мероприятие под названием «Под звёздами Целе» (словен. Pod zvezdami Celjanov) c представлениями о средневековой жизни. Также здесь проходят музыкальные концерты.

## История

### Основание
Первые письменные упоминания о замке датируются периодом между 1125 и 1137 годами. В западной части находилось здание в несколько этажей; сохранились остатки стен этого строения. В восточной части находился огороженный двор с большими резервуарами для воды. Восточная стена, защищающая замок с наиболее открытой стороны, была примерно на три метра толще, чем остальные куртины. Стена увенчивалась парапетом и крытой галереей, что было типично для того времени.
Самое раннее название замка в Целе («purch Cylie») датируется 1322 годом. Позже он был известен под разными именами, в том числе «vest Cili» (1341), «castrum Cilie» (1451), «gsloss Obercili» (1468).

### Графы Цельские
Первый замок, вероятно, был сожжён и разрушен во время войны между господами из Жовнека и господами Ауфенштайн. Примерно до 1300 года сторонники жовнекских господ перенесли главные ворота с северной на южную сторону и построили новую куртину, укреплённую башней, охраняющей вход во внутренний двор с севера. Новая стена простиралась от естественного утёса на востоке до остатков прежней стены на северо-востоке.
В 1333 году замок перешёл во владение господ Жовнека, которые с 1341 года стали именоваться графами Цельскими. Они приступили к перестройке крепости в удобную для жилья официальную резиденцию. Около 1400 года был возведён четырёхэтажный бергфрид, названный «Фридриховой башней» (словен. Friderikov stolp). С восточной стороны возвышалась трёхэтажная жилая башня. Главное господское здание (дворец), в котором были и женские комнаты, располагалось в западной части, заканчивавшейся узким форбургом. С южной стороны находилась «Андреева башня» (словен. Andrejev stolp), названная по имени посвящённой святому Андрею часовни на первом этаже. В средние века стены замка были неприступными: нападающему пришлось бы вести осаду, пока среди защитников не начнётся голод, однако на этот случай был предусмотрен тайный ход для доставки продовольствия. В этот период графы перестали жить в замке, но разместили здесь кастеляна и гарнизон.
Во время землетрясения 1348 года часть романского дворца и скала, на которой он стоял, были разрушены. Позже эта часть была восстановлена и перемещена вглубь двора. В XV веке внешний двор был расширен с восточной стороны до скального выхода. Здесь стена соединилась с мощной пятигранной башней. Во второй половине XVI века замок был отремонтирован, стены во внутреннем и внешнем дворах стали выше и украшены ренессансными бойницами.

### Священная Римская империя
В 1456 году был убит последний граф Цельский и замок перешёл под контроль императоров Священной Римской империи. Первый императорский смотритель был назначен в 1461 году, за ними последовали другие, большинство из которых были одновременно наместниками и сборщиками различных налогов. Значение замка как крепости быстро уступило место его экономической роли. Он был самым важным не только в Словении, но и во всех Восточных Альпах. Замок занимал площадь почти 5500 м², по сохранившимся стенам и изображениям можно нарисовать подробную картину того, как он когда-то выглядел. В его архитектуре было использовано несколько новых приёмов, которые послужили образцом для других замков в регионе.
Замок начал приходить в упадок вскоре после того, как утратил своё стратегическое значение. При реконструкции нижнего замка (ближайшей к городу части) в 1748 году была полностью снята черепичная крыша. В 1755 году, после продажи местному аристократу, отсюда стали брать камни для строительства дворца Ново-Целе. С этого времени замок был уже мало пригоден для проживания и постепенно превращался в руины. Последние жители покинули это место в 1795 году. В 1803 году местный фермер купил развалину и начал использовать как каменоломню.

### Новое время
В 1846 году штирийский губернатор купил руины и подарил их Штирии. В 1871 году интерес к ним стал возрастать, и в 1882 году музейное общество Целе начало усилия по восстановлению замка, которые продолжаются по сей день.
Во времена Королевства Югославии власти Марибора передали контроль над развалинами местному муниципалитету, который внёс большой вклад в сохранение замка. Во время Второй мировой войны замок был заброшен, но после войны восстановительные работы продолжились. По углам Фридриховой башни вместо отсутствующих камней стали использоваться бетонные блоки. В северной стене был устроен новый вход для проложенного пешего маршрута («Пеликанья тропа»).

## Галерея

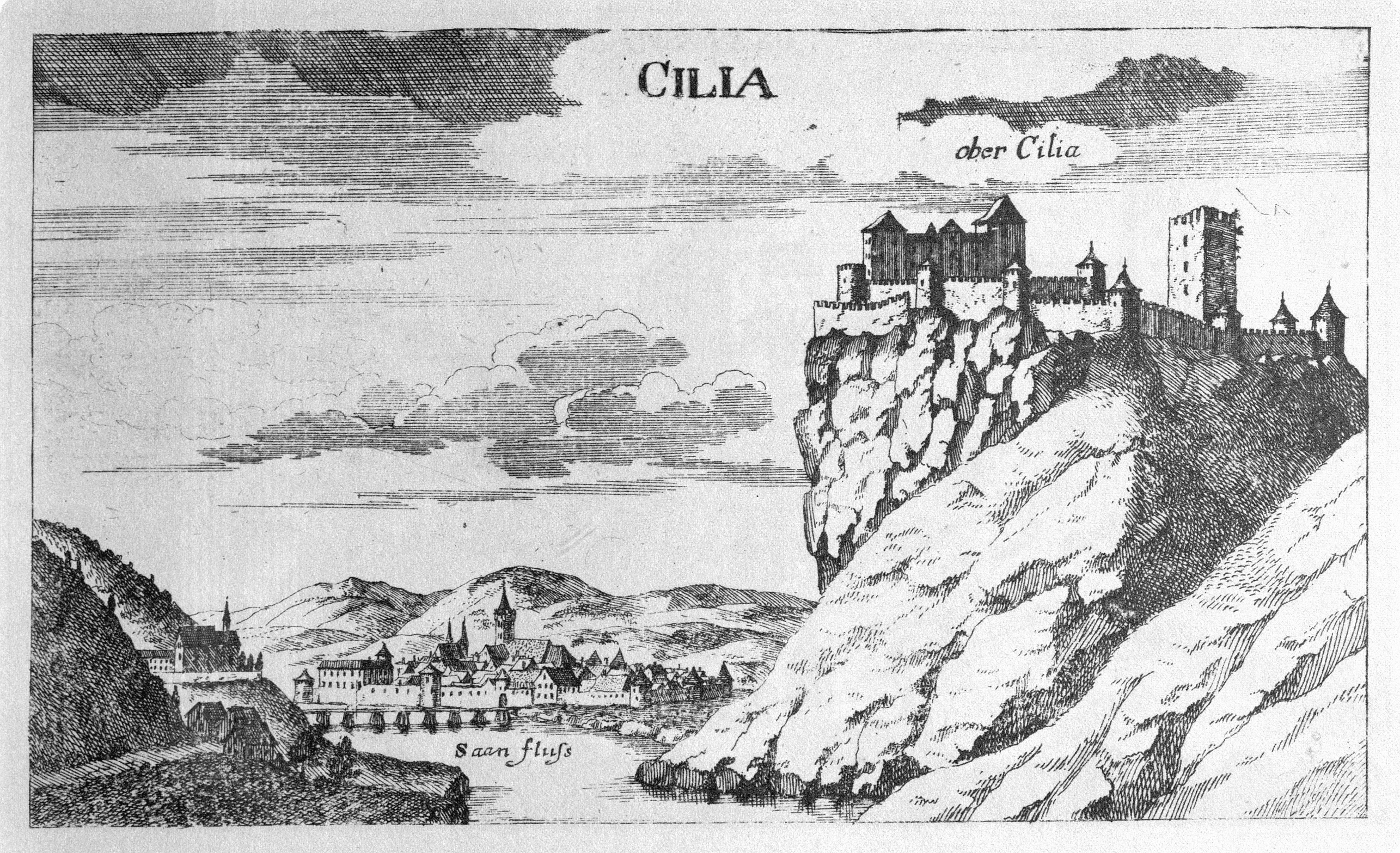
Гравюра из книги «Käyserlichen Geographi, Topographia Ducatus Stiria» (Георг Маттеус Фишер[нем.], 1681)
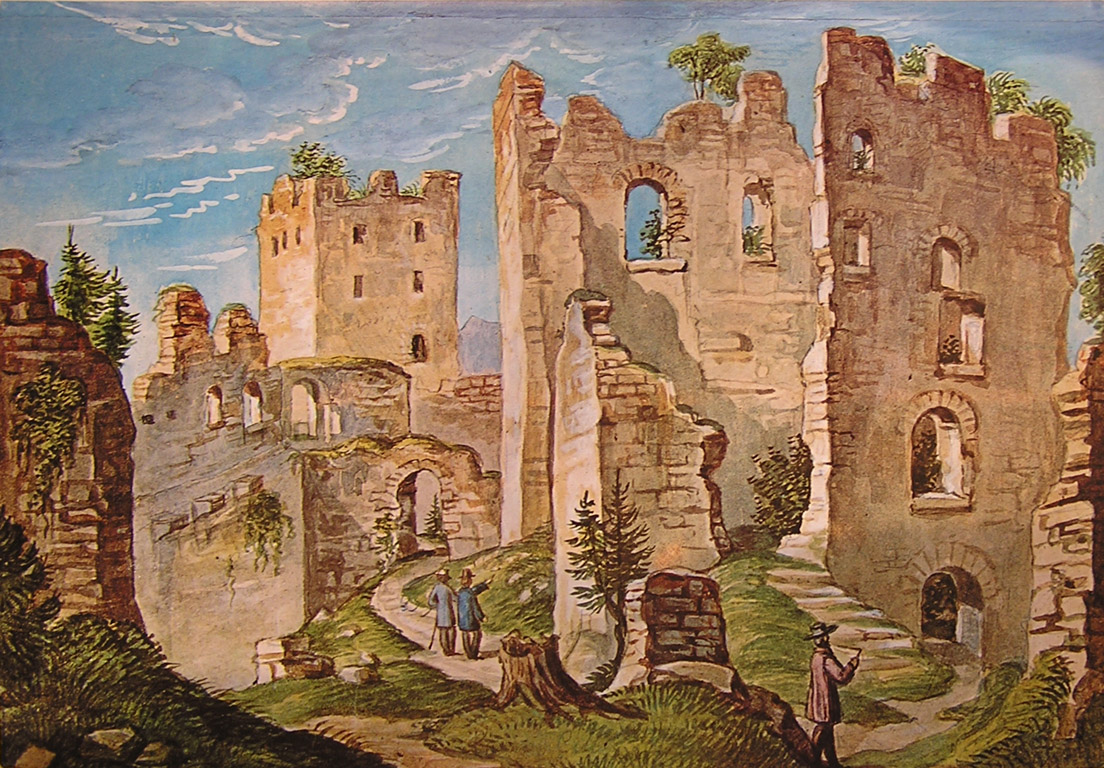
Картина с изображением руин (Франц Курц[словен.], 1867)
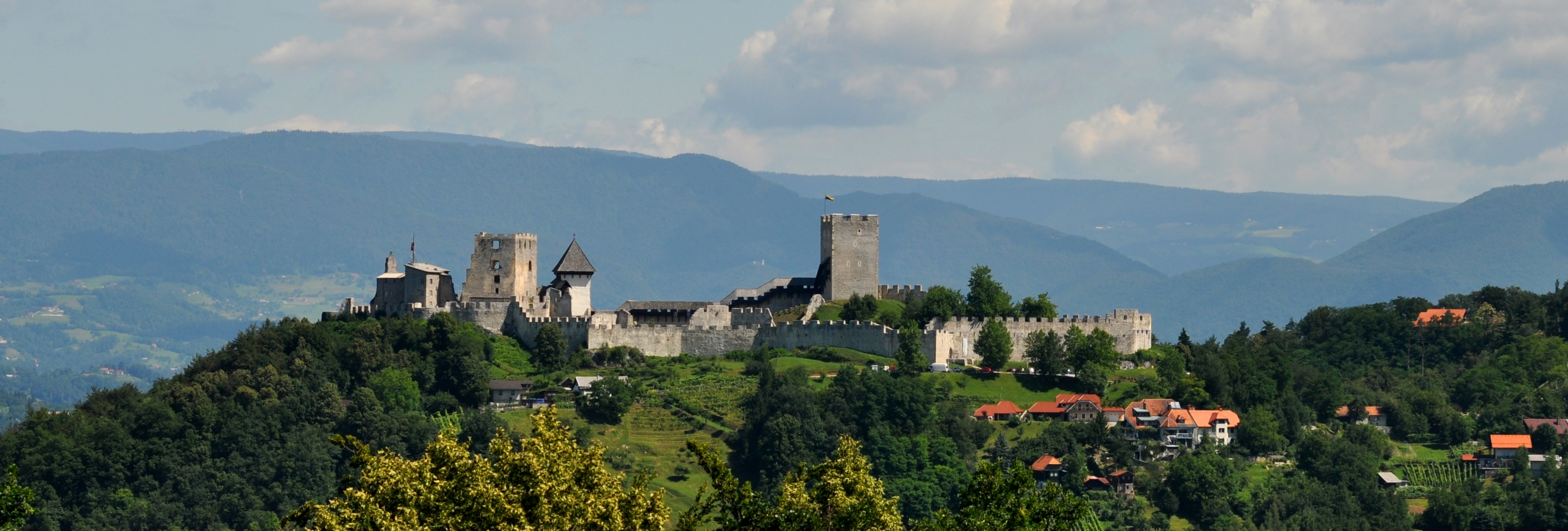
Общий вид
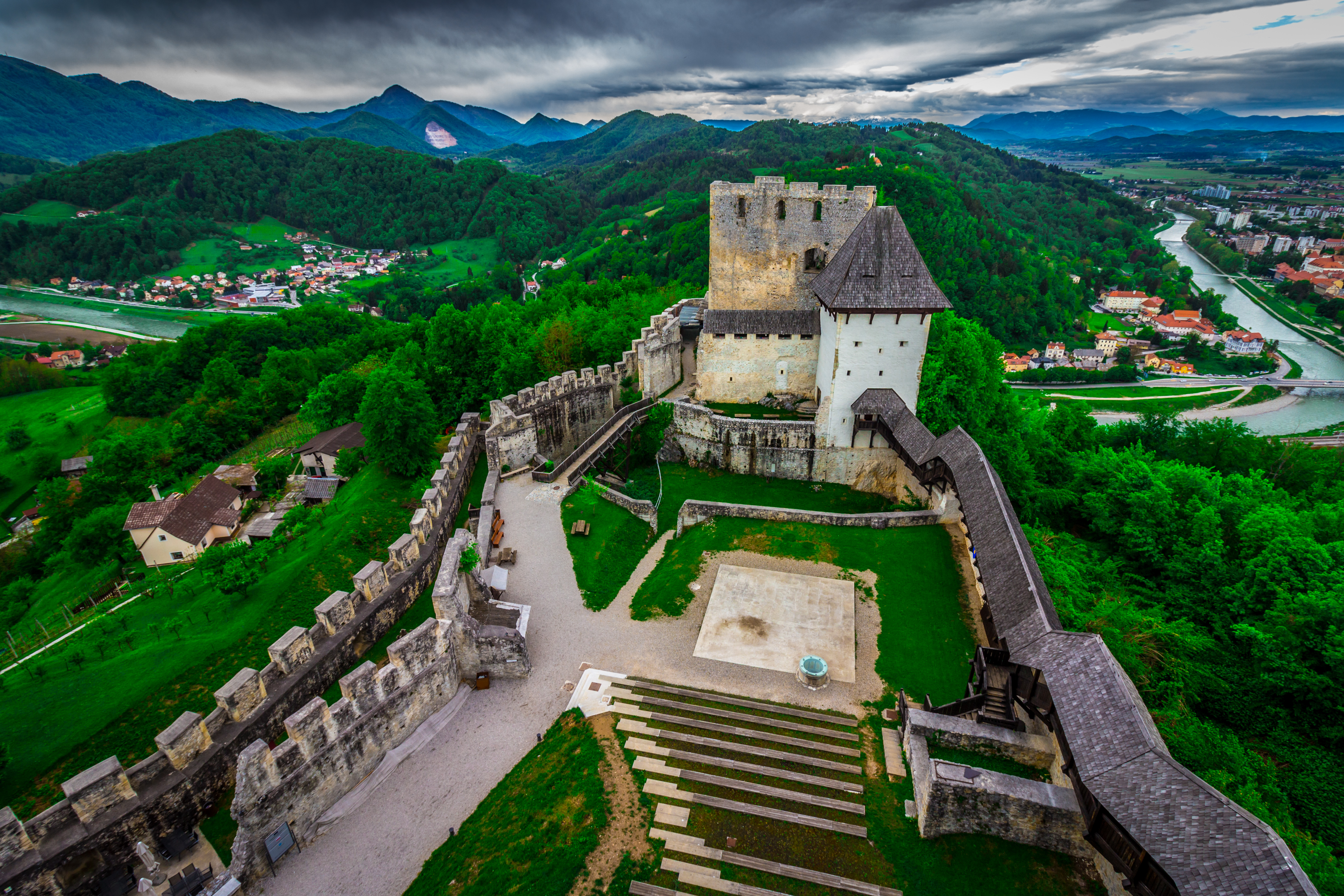
Вид на замок с воздуха
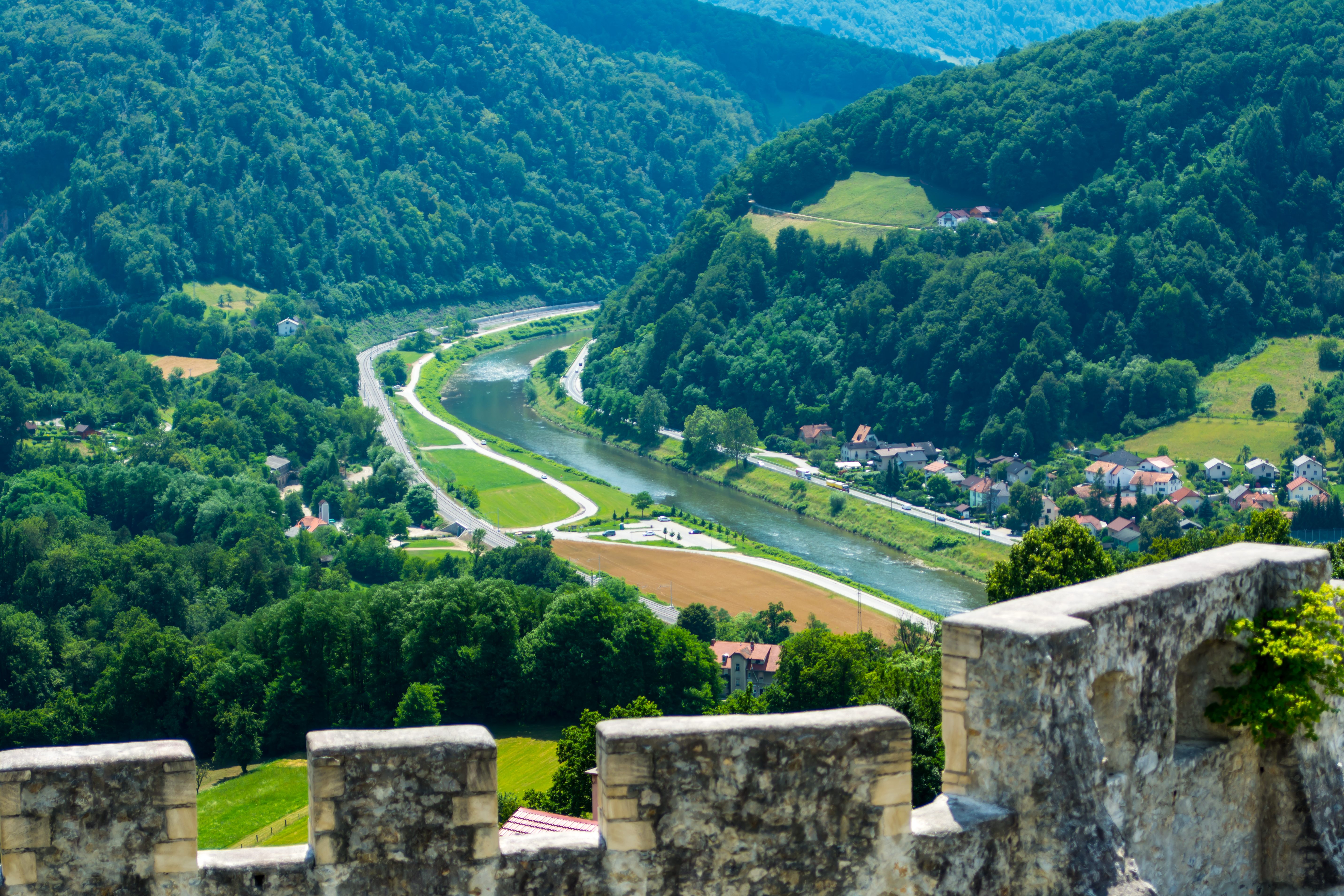
Вид из замка